# Pelecinus polyturator
Pelecinus polyturator är en stekelart som först beskrevs av Dru Drury.  Pelecinus polyturator ingår i släktet Pelecinus och familjen Pelecinidae. Inga underarter finns listade i Catalogue of Life.

## Bildgalleri

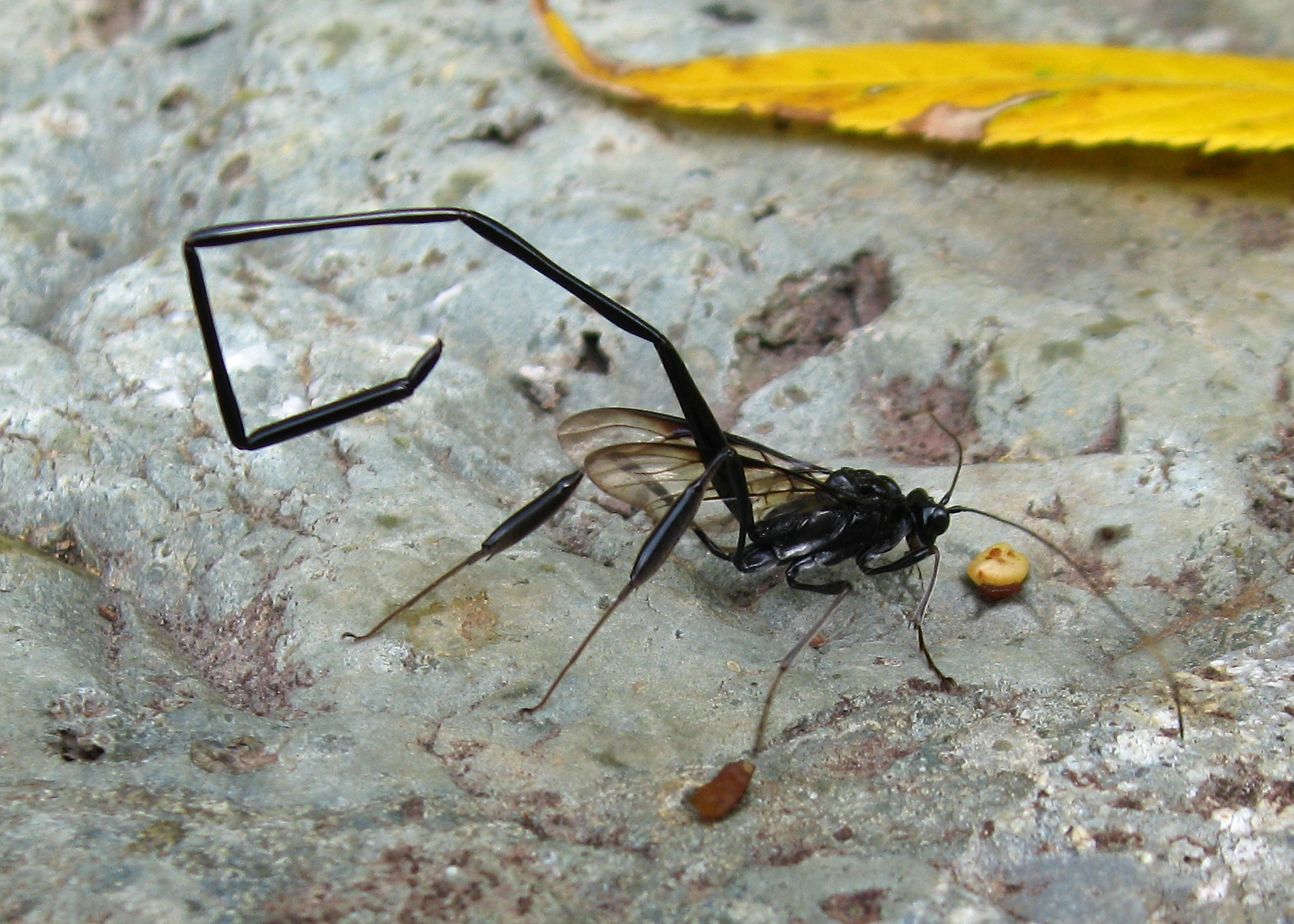
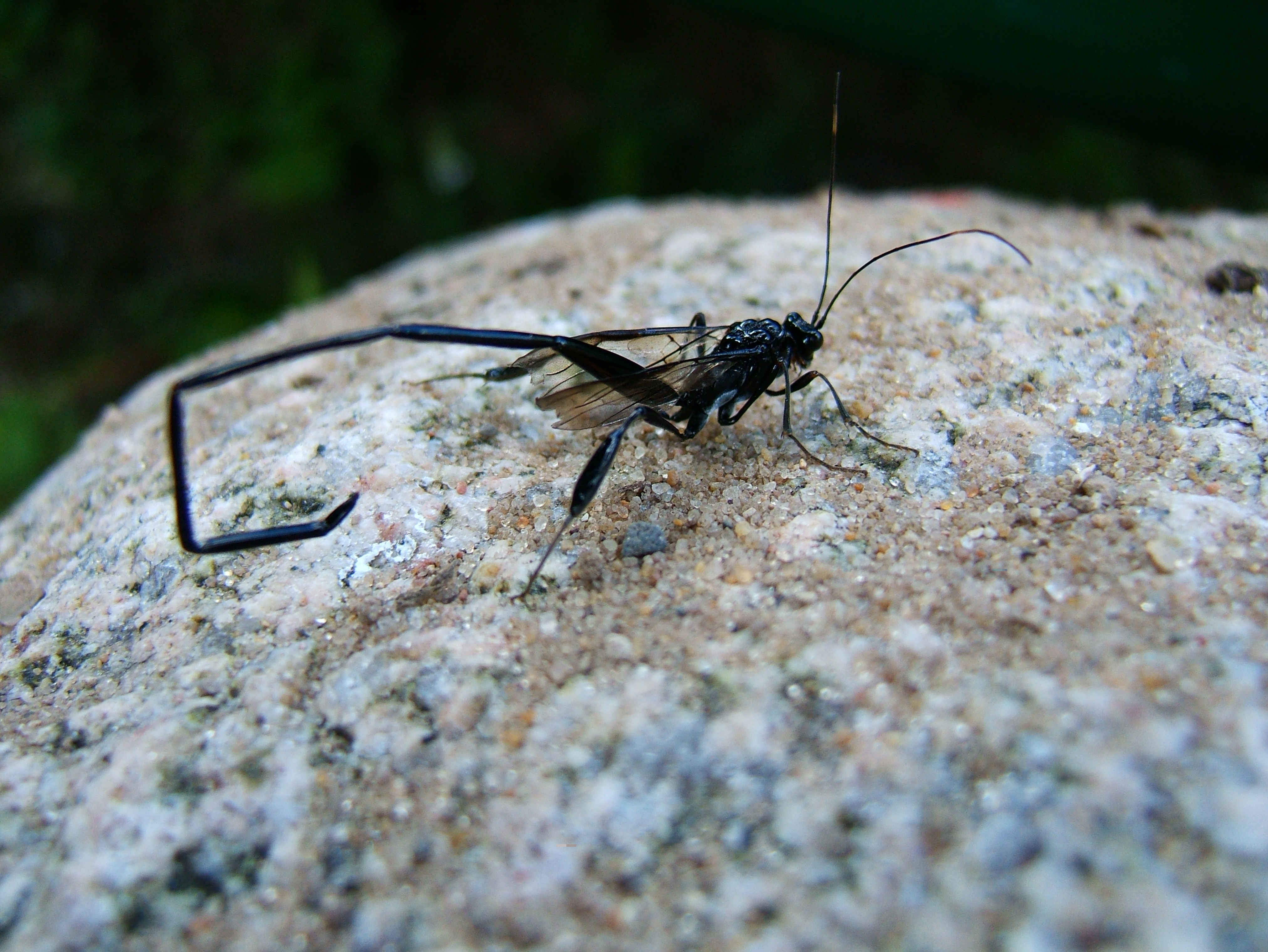